# Iphidamas (Sohn des Pelias)
Iphidamas (altgriechisch Ἰφιδάμας Iphidámas) ist eine Gestalt der griechischen Mythologie.
Iphidamas ist ein Sohn des Pelias und Bruder des Eurydamas. Mit diesem nahm er am Trojanischen Krieg teil und gehörte laut Tryphiodoros, der einzigen Quelle, zu den griechischen Helden, die sich im Trojanischen Pferd versteckten.